# Segre Mitjà

Localització del Segre Mitjà històric

Segre Mitjà més la proposta de divisió comarcal

El Segre Mitjà (conegut també com a Mig Segre o Ribera del Segre i, històricament, com Urgell Mitjà) és una contrada prepirinenca de Catalunya.

## Descripció i localització
L'extensió del territori que forma el Segre Mitjà canvia segons si definim aquest territori com a comarca natural o comarca al voltant d'un mercat.
La comarca natural de la Ribera de Segre o Urgell Mitjà s'estén al voltant del curs fluvial mitjà del Segre. La seva delimitació ve marcada al nord pel Grau d'Oliana que la separa de l'Alt Segre, i al sud per la desembocadura del riu Noguera Ribagorçana a Corbins, que la separa del Segrià i el Baix Segre. Aquesta comarca natural limita pel nord amb el Montsec i l'Urgellet i pel sud amb la Plana d'Urgell i l'Alt Sió, i inclou pràcticament la totalitat de la Noguera, a més a més de les Riberes d'Oliana i de Bassella. Artesa de Segre n'és la població més gran.
Si en canvi prenem la comarca al voltant d'un mercat, la reivindicació del Segre Mitjà ha canalitzat la voluntat de Ponts de tenir una comarca pròpia pel fet de quedar allunyada de Balaguer i de les altres capitals de comarca. Aquesta proposta de nova comarca ha nascut dels set municipis de la rodalia de Ponts, sis de la Noguera (la Baronia de Rialb, Tiurana, Vilanova de l'Aguda, Cabanabona, Oliola i el mateix Ponts) i un municipi de la Segarra (Sanaüja). La popularització recent del nom Segre Mitjà al voltant d'aquest territori ha servit per cohesionar una àrea que paisatgísticament està constituïda per dos unitats molt diferenciades, al nord la zona del Segre-Rialb, i al sud i est la zona de la Vall del Llobregós.
Des de 1897 apareixen propostes de comarcalització administrativa al voltant de Ponts que en la majoria de casos també inclouen la rodalia d'Oliana i d'Artesa de Segre, si bé aquestes zones no s'hi han mostrat del tot favorables. Una d'aquestes propostes és l'Informe Roca, que justifica la creació d'aquesta comarca per diferents raons: l'existència antigament de dues oficialats eclesiàstics, la de Ponts i la d'Oliana; les diferents propostes de comarcalització; l'existència de tres rodalies força marcades al voltant d'Artesa de Segre, Ponts i Oliana; i finalment per a l'equilibri territorial, ja que aquests territoris actualment pertanyen a les dues comarques més grans de Catalunya. Ponts ocupa la posició central, a mig camí entre Artesa i Oliana, i es proposa com a la capital en l'anomenat Informe Roca. En aquest mateix informe s'hi destaquen algunes actuacions per vertebrar millor aquesta nova comarca com agregacions de municipis i que el poble solsoní de Madrona (actualment del terme municipal de Pinell de Solsonès) formi part del municipi de Bassella.

## Toponímia
La denominació de la contrada com a Segre Mitjà o Mig Segre, com el seu propi nom indica, li ve donada per què és el riu Segre qui la travessa i és precisament a la meitat del seu recorregut quan ho fa. És, doncs, el Segre qui li configura a la comarca una unitat morfològica i esdevé un dels nexes d'unió més important entre els habitants que hi resideixen. No obstant, altres rius com el Llobregós, el Rialb o la riera de Madrona transcorren per aquestes terres.

## Pobles del Segre Mitjà

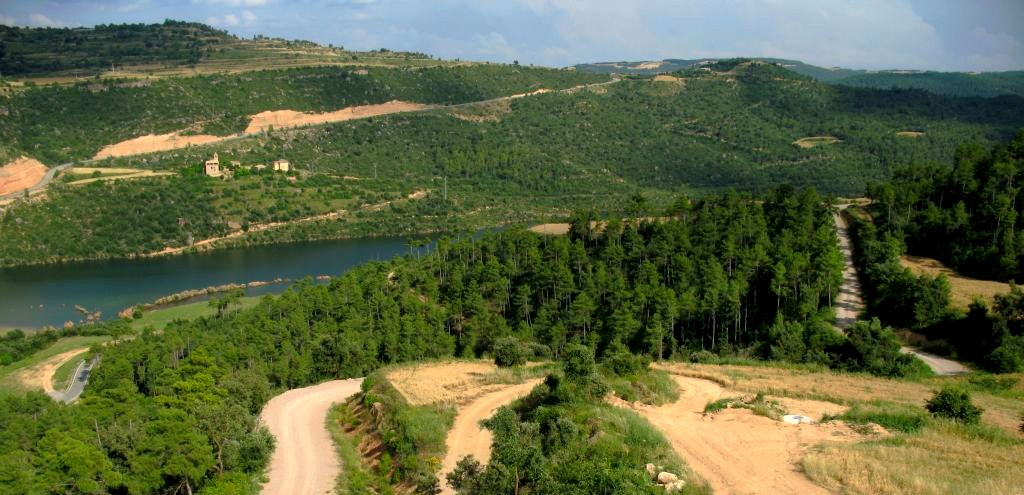
Entorns del pantà de Rialb a la Torre de Rialb; un aprofitament fluvial que comportà la inundació de pobles del Segre Mitjà com Tiurana.

Si s'agafa com a base la divisió comarcal que s'exposa en l'anomenat Informe Roca s'observa que aproximadament 10.000 són els habitants que viuen en aquesta comarca i els focus majors de població són tres: al nord-est la vila d'Oliana, al sud-oest Artesa de Segre i al centre Ponts.
Algunes altres poblacions del Segre Mitjà segons la comarca on pertanyen actualment són:
- Dins l'Alt Urgell: Peramola, Tragó de Segre, Nuncarga, Ogern, Mirambell, Les Anoves.
- Dins el Solsonès: La Valldan, Madrona.
- Dins la Noguera: Montsonís, Alòs de Balaguer, Baldomar, Vilanova de Meià, Tudela de Segre, Oliola, Plandogau, Ribelles, Vilanova de l'Aguda, Tiurana i l'extens terme de la Baronia de Rialb, entre d'altres.